# Ганебне роздягання Христа перед стратою
Ганебне роздягання Христа перед стратою або Есполіо (ісп. El Expolio) — картина, створена для ризниці катедрального собору міста Толедо художником Ель Греко близько 1578 року.

## Передісторія

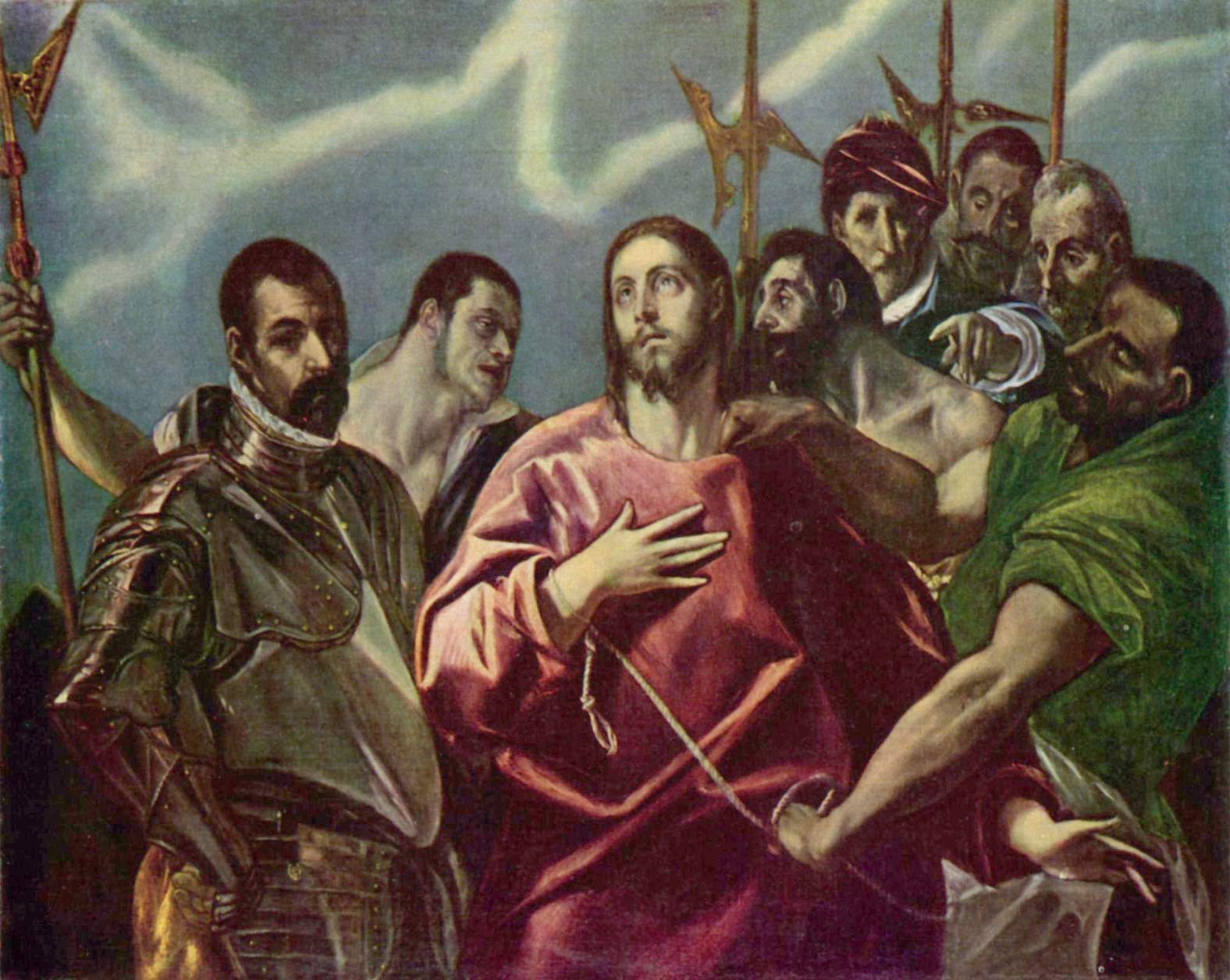
Ескіз до картини

Весною 1577 року Ель Грко прибув у Іспанію. Його перебування у Мадриді того періоду не могло не викликати розчарування. Мадрид, з невиразною забудовою, малий, провінційний, куди щойно перенесли столицю імперії, викликав розчарування після Венеції чи монументального і старовинного Риму. Художник якось швидко отримав замову на працю у Ескоріал, будівництвом котрого так наполегливо опікувався король Філіп ІІ. Проблеми розпочалися відразу, бо Ель Греко не попіклувався заздалегідь і не вивчив кастильської мови. Він вимушено спілкувався через перекладачів.
Дві перші картини, виконані для Ескоріала, були іспитом для художника, в Ескоріалі волали знати, на що саме здатен новоприбулий. «Поклоніння імені Христа» була невелика за розмірами і мала на меті як продемонструвати ерудицію, так і здатність в малому форматі створити безліч персонажів ( звична бравада тогочасних нідерландців і маньєристів Італії). В картині реалізована складна програма з молитовним зображенням поклоніння монограмі Христа. Ель Греко не пожалкував пластичної краси навіть для численних фігур грішників, що гинуть у пеклі ( ці фігури в 20 ст. старанно вивчатимуть муралісти  Мексики).  Але хаотичну за композицією картину з зображенням щирої відданості христовій віри і покаранням грішників у пеклі не врятували ні ерудиція митця, ні зображення королів Іспанії - Карла V та філіпа ІІ. 
Монументальне «Мучеництво св. Мавркія»  ( розмірами 4 з половиною на три метри) мало ту ж хаотичну композицію і розподіл на земну і небесну сфери. Тема жертовності заради християнської церкви переважала і в ній, а характери головних персон не набули героїчності, хоча подані як позитивні. В картині були чудові шматки з пластино красивими, вишуканими персонажами і подані різні за часом події житія святого.
Композиція — не сподобалась і залишилась незрозумілою для замовників. Її залишили в Ескоріалі, але запрошення на працю від короля Філіпа ІІ Ель Греко не отримав... Він повернувся у Толедо, де працюватиме до смерті.

## Опис твору  (Есполіо)
Христа притягли на Голгофу та ще й примусили на собі нести важкий хрест. Натовп зібрався подивитися на того, кого щойно хотів бачити царем Юдеї, а тепер готували стратити як злочинця. Кат вже зачепив край одягу Христа. Ремісник-тесляр готує хрест для страти і ні на кого не дивиться. Як загіпнотизовані дивляться три Марії на хрест і тесляра, що готує знаряддя для смерті. Страта от-от почнеться, але жах вже́ панує в людських серцях і керує їх поведінкою.
В картині головує образ Христа в яскраво-червоному хітоні. В цьому образі Ель Греко тісно пов'язаний ще з традиціями ідеального, що отримали таке поширення в художній практиці папського Рима. Художник подав Христа (безгрішного і позитивного для кожного вірянина) як атлета без будь-яких фізичних недоліків чи викривлених форм. У нього крупні руки і шия, широкі груди.
Водночав він венеційський за колоритом, де так полюбляли пурпур і його відтінки. Незвичним і новим були щира покора в атлетичному тілі і молитовне прохання про милосердя. Численні святі в «Страшному суді» роботи Мікеланджело грізно демонструють знаряддя своїх мучеництв і просто вимагають прав на заслужене царство небесне. Це героїчні характери з розвиненим відчуттям власної значущості. 
Ситуація в картині Ель Греко протилежна.  Практично з цього образу починається процес дегероїзації в творах художника, де покора верховному Богу християн починає головувати. Відчуття розвиненої власної значущості абсолютно відсутнє у персонажів Ель Греко.
Праворуч і ліворуч від фігури Христа автор подав військового чина в блискучих металевих обладунках і вояка, що почав здирати червоний хітон із засудженого. Це головний психологічний вузол композиції. Порівняння облич Христа і цих персонажів не на їх користь. В обличчі  військового чина сумнів і невдоволення, у вояка — тупе виконання наказу, що робить його абсолютно непривабливим. Різні відтінки страху в відчаю читаються в обличчях двох злочинців, котрих розпинатимуть разом із Христом. В натовпі чоловіків взагалі неможливо відшукати хоч одного позитивно налаштованого персонажа.
Неможливо відшукати точні іконографічні витоки твору. Неможливо знайти подібні композиційні схеми. Лише віддалено щось нагадують ікони великих і безіменних майстрів Візантії. Проте деякі деталі значно відрізняються від іконописної традиції зниклої на той час Візантійської імперії. Ці традиції наче збагачені могутнім досвідом митців Венеційської художньої школи і перенесені Ель Греко у вівтарний образ, де він так старанно демонстрував свою ерудицію.

## Судовий позов на художника
Вівтарна картина «Есполіо» була закінчена до вересня 1579 року . Але картина не задовольнила капітул собору. Аби якнайменше заплатити художникові, почали чіплятися до всього. Так, керівництву не сподобалось, що голови натовпу зображені вище голови Христа попри те, що він головував в композиції і був найбільшою за розмірами фігурою у композиції. Не сподобались і три Марії, за зауваженнями, вони не були присутні, і про це не сповіщали священні тексти. Художник захищався, але керівництво стояло на позиціях нічим не поступатись чужинцю. Вони подали на митця судовий позов. 
Була створена комісія експертів, котра стала на бік художника. Капітул собору проігнорував і висновки комісії експертів, тим паче, що експерти наказали виплатити художникові дев'ятсот (900) дукатів. Йому максимально знизили ціну, але Ель Греко не віддав картину замовникам за малу ціну. Судове розслідування затяглося. За всіма перемовами стояли таємні домовленості і прихований тиск на непокірливого чужинця, що «не хотів поступитися навіть для Бога», хоча церква і Бог — різні інституції. 
Ель Греко зіткнувся з жадобою і ще середньовічною уявою у Іспанії про поведінку церковного художника. В Іспанії того часу поціновували не стільки вівтарний образ чи авторитет художника, скільки пишну раму, що її облямовувала. Раму для вівтарного образа теж виконав художник. І капітул собору виплатив Ель Греко за раму більше, ніж за саму картину (!).
Митець також був покараний тим, що не мав більше значущих замов від капітула собору і перспективи працювати у монументальному форматі. Ель Греко почав працювати по приватним замовам або для приходських церков, серед котрих і уславлене «Поховання графа Оргаса» для приходської церкви Сан Томе у Толедо.

## Впливи
Незважаючи на судовий позов, художню вартість картини визнавали в Толедо. За припущеннями було виконано ще дві репліки. На початок 21 ст. відомо також сімнадцять (17) її копій .